# Abbaye d'Ulmet
L'abbaye d'Ulmet était une abbaye cistercienne aujourd'hui disparue, fondée en 1173 en Camargue à environ 25 km d'Arles à proximité d'un étang, l'étang de Fournelet, toujours existant et d'un bras du Rhône, le Rhône d'Ulmet, aujourd'hui atterri.  

## Histoire

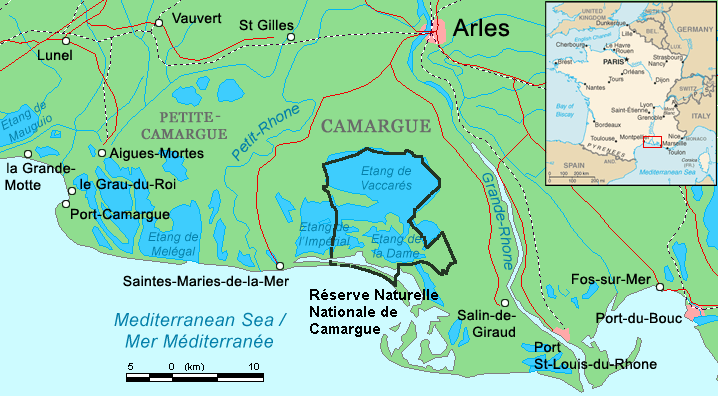
Camargue - L'abbaye d'Ulmet était à côté de l'étang de Fournelet, ou plus précisément de l'étang d'Ulmet, situé au-dessus et à droite de l'étang de la Dame. À l'époque le rivage, en retrait par rapport à l'actuel, se trouvait très proche de l'abbaye.

### Une création tardive
Le choix du site en Camargue, sur un tertre surélevé en bordure de l'étang d'Ulmet et du bras du Rhône de même nom, est arrêté par Amédée d'Auterives. Sous la direction de ce dernier, les premiers moines construisent en 1173 leur abbaye sur l'emplacement d'une ancienne chapelle donnée en fief, contre redevance annuelle, par l'abbesse Jourdane de l'abbaye Saint-Césaire d'Arles.
Cette création souligne l'implantation tardive des cisterciens en Provence occidentale, particulièrement dans la basse vallée du Rhône, où hors communautés féminines, ils ne fondent leurs quatre abbayes qu'entre 1137 et la fin du XIIe siècle. Ils arrivent en Camargue bien après les communautés de clercs (archevêché et chapitre d'Arles, moniales de Saint-Jean, bénédictins de Montmajour et ordres militaires, ordre de Saint-Jean de Jérusalem et Templiers), les grandes familles (notamment les Baux et les Porcelet) et les communautés villageoises (Arles, Notre-Dame-de-la-Mer). Les moines d'Ulmet s'installent donc dans un contexte d'une concurrence économique déjà aiguë pour le contrôle des ressources et de la fiscalité du delta.

### Un contexte difficile

#### Des ressources limitées en dépit d'un soutien actif des Baux
L’implantation de l’abbaye se fait toutefois avec le soutien actif de la famille des Baux qui possède d'immenses biens en Camargue. Bertran Ier de Baux exempte ainsi dès 1177 l’abbaye de tous les droits de mutation dus pour les fiefs donnés aux moines par les vassaux des Baux. Un acte de ses fils, daté de 1184, nous apprend d’autres donations du même personnage. Les fils de Bertran Ier, eux-mêmes, prolongent la dévotion paternelle par de nouvelles donations, notamment en 1184 et 1191. 
À côté de ces dons et libéralités, les cisterciens d'Ulmet bénéficient également de legs lors de départs pour les croisades et semblent même, d'après Clément III, ne pas hésiter pour accroître leurs ressources à usurper les dîmes épiscopales. Mais dans l'ensemble leurs ressources paraissent avoir été limitées.

#### Un environnement défavorable
L'abbaye est plus un lieu de présence chrétienne dans l'est de la Camargue qu'un monastère au sens classique avec d'importants bâtiments conventuels. Une charte de novembre 1198 y fait référence sous la dénomination de ecclésia S. Marie de Ulmeto :
… in Rodanum de Capa qui intrat in mari subtus ecclesiam S. Marie de Ulmeto…
En réalité, l'environnement y est très défavorable notamment à cause du manque d'eau douce à la suite de l'atterrissement progressif du Rhône d'Ulmet. La communauté est donc forcée, malgré les nombreux dons, de déplacer l'abbaye. À la suite d'une donation du roi Alphonse d'Aragon, comte de Provence, les moines avaient reçu en 1194 la forêt d'Albaron et plus particulièrement, d'après eux, celle de Clamadour -des terres du côté de Sylvéréal, sur la rive gauche du Petit-Rhône de l'époque- dans la Silva pinencha, où après une sentence arbitrale d'Imbert d'Eyguières, l'archevêque d'Arles, dans un procès qui les opposait en 1201 aux Templiers qui en revendiquaient également la propriété en raison d'une charte plus ancienne délivrée en 1167, ils disposent d'un terrain pour bâtir une nouvelle abbaye.

### Un déguerpissement progressif

#### Le transfert à Sylvéréal, puis à Valmagne
C'est sous l'administration de Pierre III, abbé autour de l'an 1200, que le monastère de Sylvéréal est construit. Les moines se partagent ensuite entre Ulmet et Sylvéréal. Un acte daté du 19 août 1226, à propos d'un conflit entre l'abbé d'Ulmet Pierre V et le prieur des Saintes-Maries-de-la-Mer, Bertran de Noves, évoque toutefois encore l'abbaye d'Ulmet :
Dei Gratia abbatem Ulmeti, ex una parte, et B(ertrandum) de Novis, priorem ecclesie de Mari, ex altera…
En 1243, le douzième abbé d'Ulmet Jean obtient de l'archevêque d'Arles Jean Baussan l'autorisation de quitter Ulmet pour Sylvéréal, mais le transfert ne se fait pas. Ce transfert est finalement réalisé dans la seconde moitié du XIIIe siècle, probablement entre 1251 et 1270. Quelques moines restent toutefois à Ulmet. 
Pendant tout ce XIIIe siècle, l'objet majeur des disputes entre les cisterciens d'Ulmet-Sylvéréal, les Templiers et les habitants des Saintes-Maries-de-la-Mer concerne les droits et usages de la forêt dite Silva pinencha, notamment au sujet des pâturages et des réserves de pêche. De nombreux accords précisent ainsi, en particulier vis-à-vis du Temple dont les activités d'élevage équin se heurtent à celles d'exploitation forestière des moines, les droits et les limites de chacun,.
En 1299, l'abbaye de Sylvéréal où se trouvent désormais les moines d'Ulmet, est rattachée à Psalmodie et à Valmagne. Après avoir quitté Ulmet à cause du manque d'eau douce, les moines de Sylvéréal demandent à être transférés au monastère de Valmagne car incapables de subvenir à leur entretien. Malgré de nombreuses protestations, en particulier celles de l'archevêque d'Arles Gaillard de Saumate, un accord est trouvé le 26 mars 1321, stipulant que : 
« [...] l'abbé de Psalmody entretiendrait toujours quatre religieux-prêtres à Sylvéréal et deux à Ulmet pour satisfaire aux fondations et célébrer dignement les offices. »
À la même époque (1323) un poste de guet est mentionné à Ulmet dont les édifices servent de tour visible depuis le clocher des Saintes-Maries-de-la-Mer et qui joue un rôle dans la surveillance du delta.

#### L'abandon définitif du site d'Ulmet
C'est en 1437 que l'abbaye semble définitivement abandonnée. Les pierres de l'église d'Ulmet servent au XVIIe siècle à construire le mas d'Amphise et à renforcer la digue de l'étang du Fournelet pour protéger le salin de Badon contre les assauts marins.

## Architecture et description
En 1875, Émile Fassin écrivait à propos des ruines de l'abbaye : « A deux kilomètres au sud de Badon, dans le territoire d'Amphise sur les bords de l'étang d'Ulmet, on aperçoit un monticule formé d'un amoncellement de décombres et de quelques pierres, sans caractère». Aujourd’hui, le site de l’abbaye se trouve dans la Réserve naturelle nationale de Camargue, gérée par la SNPN. Environ une fois par an, la SNPN organise une visite guidée sur réservation afin de faire découvrir ce site d’Ulmet, interdit aux visites au quotidien.

## Filiation et dépendances
Ulmet était l'une des huit filles de l'abbaye de Bonnevaux en Dauphiné, elle-même septième fille de Citeaux.

## Les abbés
- 1173 c. : Pierre
- 1175 c. : Joceran
- 1184 c. : Pons
- 1191 c. : Pierre II
- 1193 c. : Faucon
- 1194 c. : Étienne
- 1196 av. - 1209 : Pierre III
- 1209 - 1210 : Raymond Ier
- 1210 - 1214 ap. : Pierre IV
- 1216 av. - 1224 : Martin
- 1224 - 1233 : Pierre V
- 1240 av. - 1251 ap. : Jean (éventuellement un abbé inconnu entre Pierre V et Jean)